# پل خواب (فیلم)
پل خواب فیلمی به کارگردانی و نویسندگی اکتای براهنی و تهیه‌کنندگی جهانگیر کوثری محصول سال ۱۳۹۳ است. این فیلم به سبک اجتماعی (درام) در فضایی ماجراجویانه و به زبان فارسی، محصول ایران می‌باشد.
این فیلم برای حضور در بخش نگاه نو سی و چهارمین دوره جشنواره فیلم فجر انتخاب شد. این فیلم پس از جنایت ساخته محمد علی سجادی دومین اقتباس ایرانی از رمان معروف جنایت و مکافات است.

## خلاصه داستان
شهاب در آستانه ازدواج با نامزدش است. شرایط اقتصادی و مالی او باعث می‌شود به اتفاق دوستش وارد یک معامله تجاری شود اما در کمال ناباوری پول‌های او را بالا می‌کشند. شرایط سختی بر زندگی او حاکم می‌شود. پول بهره‌ای می‌گیرد و از پرداخت اقساط آن هم عاجز می‌شود. طلبکاران او را راحت نمی‌گذارند. پدرش که دبیر مدرسه است وارد ماجرای او می‌شود. نامزدش نیز او را تحت فشار قرار می‌دهد. شهاب تحت تأثیر این فشارها دست به کار عجیبی می‌زند.

## بازیگران
- ساعد سهیلی در نقش شهاب
- هومن سیدی در نقش محسن
- آناهیتا افشار در نقش ندا
- شهین تسلیمی در نقش خانم قدیمی
- اکبر زنجانپور در نقش پدر شهاب
- علیرضا ثانی‌فر در نقش مدیر آژانس تلفنی
- حسام شجاعی در نقش راننده آژانس
- مجتبی پیرزاده در نقش راننده آژانس
- غلامعلی رضایی در نقش راننده آژانس
- علی رحیمی در نقش راننده آژانس
- محمدرضا برنج‌پور در نقش راننده آژانس
- میلاد معیری در نقش راننده آژانس
- فرخنده فرمانی‌زاده در نقش لطیفه سماواتی
- علی تیموری در نقش مامور آگاهی
- حامد عزیزی در نقش مامور آگاهی
- احمد یاوری شاد در نقش میوه‌فروش
- حسام نورانی در نقش مرد پولدار
- مدیسا فاطمی در نقش دوست مرد پولدار